# 2025 (албум)
2025 је дванаести студијски албум српске фолк певачице Даре Бубамаре, издат 29. марта 2025. године за Сити рекордс, у дигиталном издању, цд издање је објављено дан касније. На албуму се налази 12 песама, за две су снимљени музички спотови, док су остале објављене на њеном јутјуб каналу као уметнички видео садржаји направљени уз помоћ АИ, вештачке интелегенције.

## Списак песама
| №   | Назив            | Текст                  | Музика         | Трајање |  |
| 1.  | Бај бај          | Војислав Зорић         | Војислав Зорић | 3:15    |  |
| 2.  | Илегала          | Милош Рогановић        | Бојан Васић    | 3:15    |  |
| 3.  | Жена кретен      | Драган Брајовић Браја  | Дејан Костић   | 3:17    |  |
| 4.  | Огледало         | Милош Рогановић        | Бојан Васић    | 3:03    |  |
| 5.  | Шифра 382        | Војислав Зорић         | Војислав Зорић | 2:16    |  |
| 6.  | Секјурити        | Војислав Зорић         | Војислав Зорић | 2:43    |  |
| 7.  | Константно       | Катарина Думанчић Кали | Кали           | 2:15    |  |
| 8.  | Твоја            | Кали                   | Кали           | 3:14    |  |
| 9.  | Ноћ за дане      | Милош Рогановић        | Бојан Васић    | 2:42    |  |
| 10. | Ко птица полетим | Кали                   | Кали           | 3:27    |  |
| 11. | Шта сам ти ја    | Војислав Зорић         | Војислав Зорић | 2:50    |  |
| 12. | Где си љубави    | Кали                   | Кали           | 2:50    |  |